# Раґгбір Лал
Раґгбір Лал (15 листопада 1929 — 7 квітня 2025) — індійський хокеїст на траві.
Олімпійський чемпіон 1952, 1956 років.